# La Famille Benthin
La Famille Benthin (Familie Benthin) est un film allemand de propagande, réalisé par Kurt Maetzig, Slátan Dudow et Richard Groschopp, sorti en 1950.

## Synopsis
Theo et Gustav Benthin sont deux frères qui gèrent un réseau de contrebande. Theo, directeur d'usine en Allemagne de l'Est, transfère illégalement des marchandises à son frère de l'autre côté de la frontière, qui les vend en Allemagne de l'Ouest. Lorsque Theo est arrêté par la police est-allemande, Gustav ne peut plus rivaliser sur le marché capitaliste difficile sans les marchandises bon marché en provenance de l'Est, et son entreprise s'effondre. Peter Naumann, un de leurs employés, part en République fédérale, mais il n'y trouve que du chômage et finit par s'engager dans la Légion étrangère française. Klaus, un autre employé, reste à l'Est et y trouve un emploi prometteur comme ouvrier sidérurgiste.

## Fiche technique
- Titre original : Familie Benthin
- Réalisation : Slátan Dudow, Richard Groschopp, Kurt Maetzig
- Scénario : Johannes R. Becher, Kurt Barthel, Ehm Welk
- Production : Adolf Fischer
- Photographie : Robert Baberske, Karl Plintzner, Walter Roßkopf
- Montage : Ilse Voigt
- Musique : Ernst Roters, Werner Neumann[1]
- Production : DEFA
- Distributeur : Progress Film
- Durée : 98 minutes
- Date de sortie : 15 septembre 1950

## Distribution
- Maly Delschaft : Annemarie Naumann
- Charlotte Ander : Olga Benthin
- Hans-Georg Rudolph : Theo Benthin
- Werner Pledath : Gustav Benthin
- Brigitte Conrad : Ursel Benthin
- Harry Hindemith : Seidel
- Karl-Heinz Deickert : Klaus Neumann
- Ottokar Runze : Peter Naumann
- Konrad Petzold
- Gustav Püttjer
- Erik Schumann
- Friedrich Gnaß
- Albert Venohr

## Production
La Famille Benthin a été le premier grand film de la société de production DEFA, avec un message clairement politique de propagande. Alors que de nombreux films hostiles à l'Allemagne de l'Ouest avaient déjà été réalisés,  leurs budgets avaient été faibles et l'engagement de l'état n'avait pas été aussi marqué,.
Trois réalisateurs — Slatan Dudow, Richard Groschopp et Kurt Maetzig — ont été désignés par le parti socialiste pour travailler sur le film. Ultérieurement, aucun des trois n'a accepté la responsabilité du résultat.